# Graaf van Devon

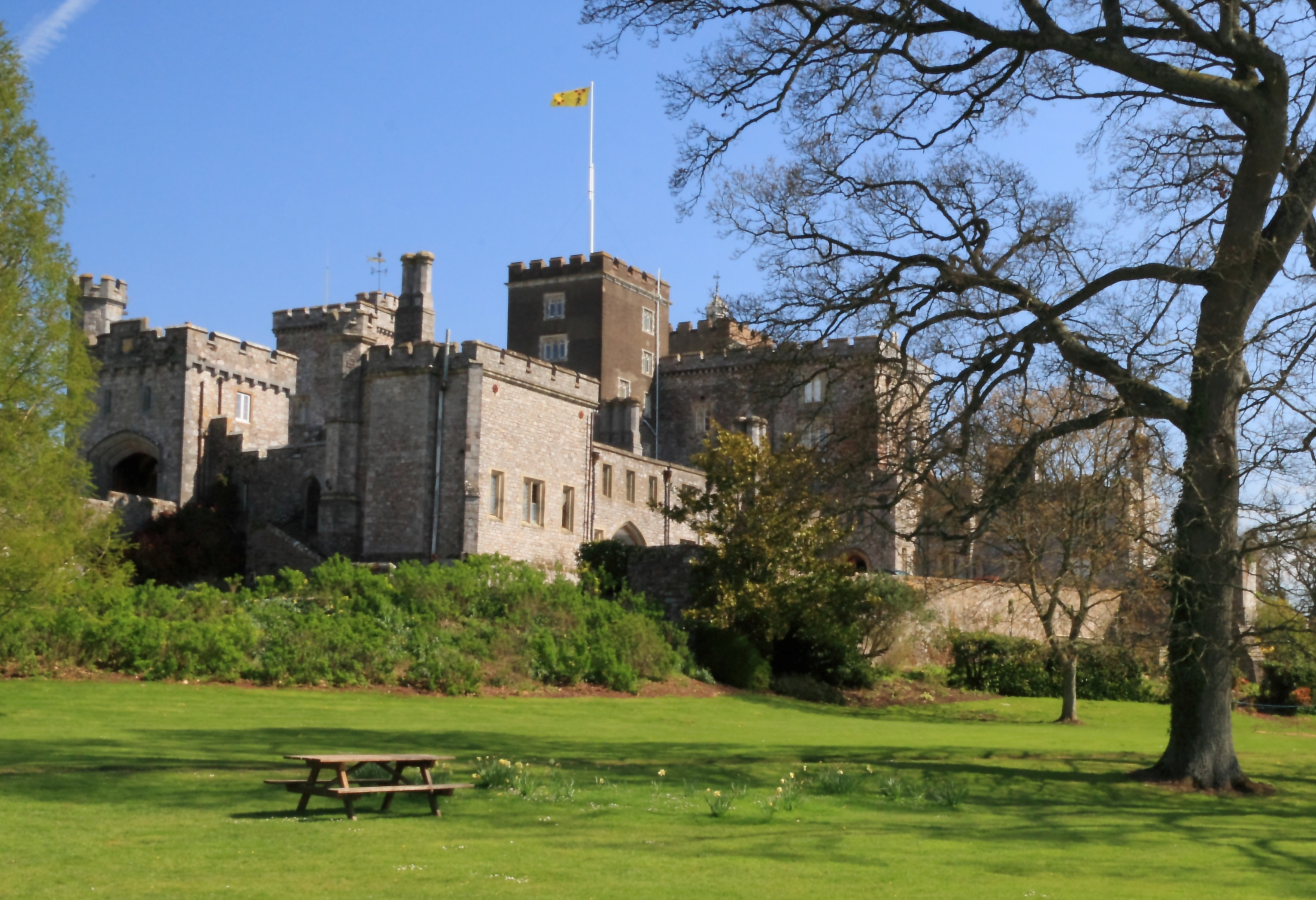
Powderham Castle, het slot van de graven van Devon.

Graaf van Devon (Engels: Earl of Devon) is een Engelse adellijke titel. De familie De Redvers werden voor het eerst beleend met de titel van graaf van Devon. De graven van Devon moeten niet verward worden met de hertogen van Devonshire.

## Geschiedenis
De eerste graaf van Devon was Baldwin de Redfers (-1155) een van de belangrijkste  mannen rond koning Hendrik I. Voor de creatie was Baldwin al een belangrijk grondbezitter en beheerde zo onder andere het Isle of Wight. Tot aan het einde van de 13e eeuw beheerde De Redvers de titel van graaf van Devon. Nadat de familie in mannelijke lijn uitstierf werd de titel geërfd door de baron van Okehampton: Hugo van Courtenay. Gedurende in de loop van de eeuwen zou de familie Courtenay enkele keren onterfd worden van de titel en weer opnieuw benoemd worden door de Engelse en Britse vorsten. De huidige graaf van Devon is Hugh V van Devon.

## Lijst van graven

### Eerste creatie (1141)
- Baldwin de Redfers (-1055) (r. 1141-1155)
- Richard de Redfers (-1162) (r. 1155-1162)
- Baldwin de Redfers (1160-1188) (r. 1162-1188)
- Richard de Redfers (-1193) (r. 1188-1193)
- William de Redfers (-1216) (r.1193-1217)
- Baldwin de Redfers (1217-1245) (r. 1217-1245)
- Baldwin de Redfers (1236-1262) (r. 1245-1262)
- Isabel de Forz (r. 1262-1293)
- Hugh de Courtenay (1276-1340) (r. 1335-1340)
- Hugh de Courtenay (1303-1377) (r. 1340-1377)
- Eduard de Courtenay (1357-1419) (r. 1377-1419)
- Hugh de Courtenay (1389-1422) (r. 1419-1422)
- Thomas de Courtenay (1414-1458) (r. 1422-1458)
- Thomas Courtenay (1432-1461) (r. 1458-1461)
- John de Courtenay (r. 1461-1471)

### Tweede creatie (1469)
- Humpfrey Stafford (r. 1469)

### Derde creatie (1485)
- Edward Courtenay (r. 1485-1509)

### Vierde creatie (1511)
- William Courtenay (1475-1511) (r. 1511)
- Henry Courtenay (r. 1511-1538)

### Vijfde creatie (1553)
- Edward Courtenay (1527-1556) (r. 1553-1556)
- William Courtenay (1529-1557) (r. 1556-1557) de jure
- William Courtenay (1553-1630) (r. 1557-1630) de jure
- Francis Courtenay (r. 1630-1638) de jure
- William Courtenay (1628-1702) (r. 1638-1702) de jure
- William Courtenay (1676-1735) (r. 1702-1735) de jure
- William Courtenay (1709-1762) (r. 1735-1762) de jure
- William Courtenay (1742-1788) (r. 1762-1788) de jure
- William Courtenay (1768-1835) (r. 1788-1835)
- William Courtenay (1777-1859) (r.1835-1859)
- William Courtenay (1807-1888) (r. 1859-1888)
- Edward Courtenay (1836-1891) (r. 1888-1891)
- Henry Hugh Courtenay (r. 1891-1904)
- Charles Pepys Courtenay (r. 1904-1927)
- Henry Hugh Courtenay (r. 1927-1935)
- Frederick Leslie Courtenay (r. 1935)
- Charles Christopher Courtenay (r.1935-1998)
- Hugh Rupert Courtenay (r. 1998-2015)
- Charles Peregrine Courtenay (r. 2015-heden)